# General Electric Company (azienda 1892)
La General Electric Company (abbreviato General Electric Co, o semplicemente GE) è stata una multinazionale statunitense, fondata nel 1892, attiva nel campo della tecnologia e dei servizi. Secondo la classifica stilata da Fortune nel 2016 si trattava della ventiseiesima compagnia al mondo per fatturato.
Nel 2020, GE si è classificata tra le Fortune 500 come 33esima azienda degli Stati Uniti per fatturato lordo. Nel 2023, l'azienda si è classificata 64esima nella Forbes Global 2000. Nel 2011, GE si è classificata tra le Fortune 20 come 14a azienda più redditizia, ma in seguito ha sottoperformato pesantemente il mercato (di circa il 75%) con il crollo della sua redditività. Due dipendenti di GE - Irving Langmuir (1932) e Ivar Giaever (1973) - sono stati insigniti del Premio Nobel.

## Storia

### Gli inizi
Nel 1878 Thomas Edison fonda la Edison Electric Light Company, già l'anno successivo l'azienda vanta un prodotto rivoluzionario: la lampadina elettrica a filamento incandescente, che viene brevettata il 27 gennaio 1880. Il primo stabilimento per la produzione di lampadine fu aperto a Menlo Park, nel New Jersey.
Nel 1892 nasce la General Electric Company dalla fusione della Edison con la Thomson-Houston Electric Company, operazione che fu curata da John Pierpont Morgan, famoso uomo d'affari newyorkese del tempo, fondatore della JPMorgan e membro della "Associazione dei trecento", nata nel 1729 dalla Compagnia britannica delle Indie orientali.
Negli anni Novanta dell'Ottocento la General Electric, strenua sostenitrice della corrente continua, ingaggia la cosiddetta Guerra delle correnti con la Westinghouse Electric, convinta invece della superiorità della corrente alternata, che poi si affermò definitivamente.
Nel 1896 la GE era già pronta a commercializzare apparecchi per le radiografie (Röntgen aveva annunciato la scoperta dei raggi X giusto l'anno prima).

### Gli anni del Novecento
All'inizio del novecento la General Electric era già un'industria affermata, con una produzione che spaziava da ventilatori, a locomotive elettriche, da tostapane a gigantesche turbine a vapore, da refrigeratori a fornelli elettrici.
Nel 1909 vi è una miglioria della lampadina ad incandescenza: il filamento di carbone viene sostituito da uno di tungsteno duttile, e rimane tale ancora oggi.
Negli anni dieci la General Electric aveva già varie sedi in giro per il mondo, e si aggiudicava il bando per gli impianti e i motori delle chiuse del canale di Panama. Passare da pesanti motori ferroviari o navali, come quello della USS Jupiter (poi USS Langley (CV-1)), ai più snelli e compatti motori d'aereo, potrebbe sembrare azzardato, ma non fu così per la GE, che, nel 1918, realizzava un sovralimentatore per il motore Liberty L-12, con il quale veniva stabilito qualche anno dopo il record di quota, oltre 12.000 m.

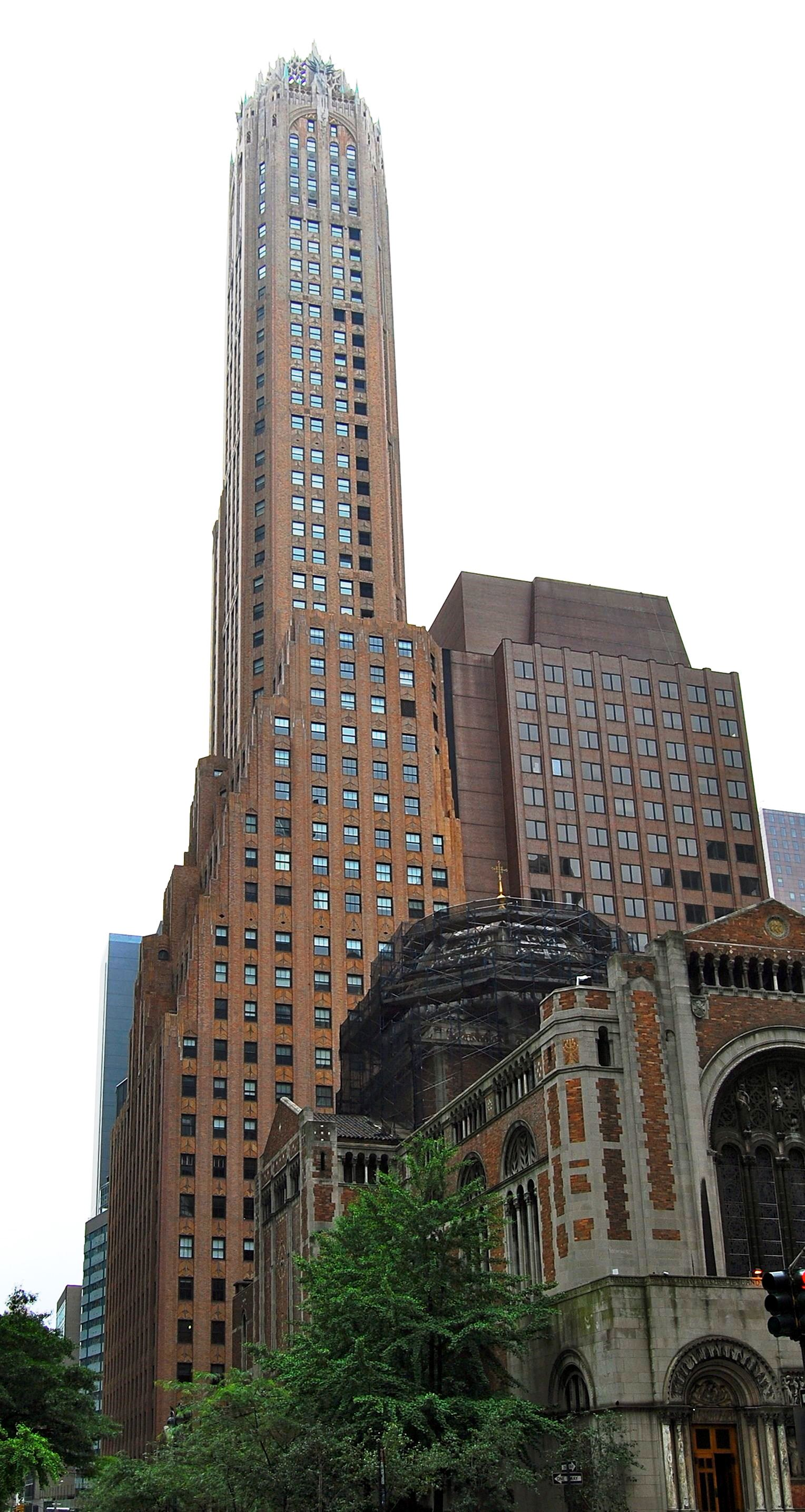
Il General Electric Building, storica sede della GE dal 1931 al 1987

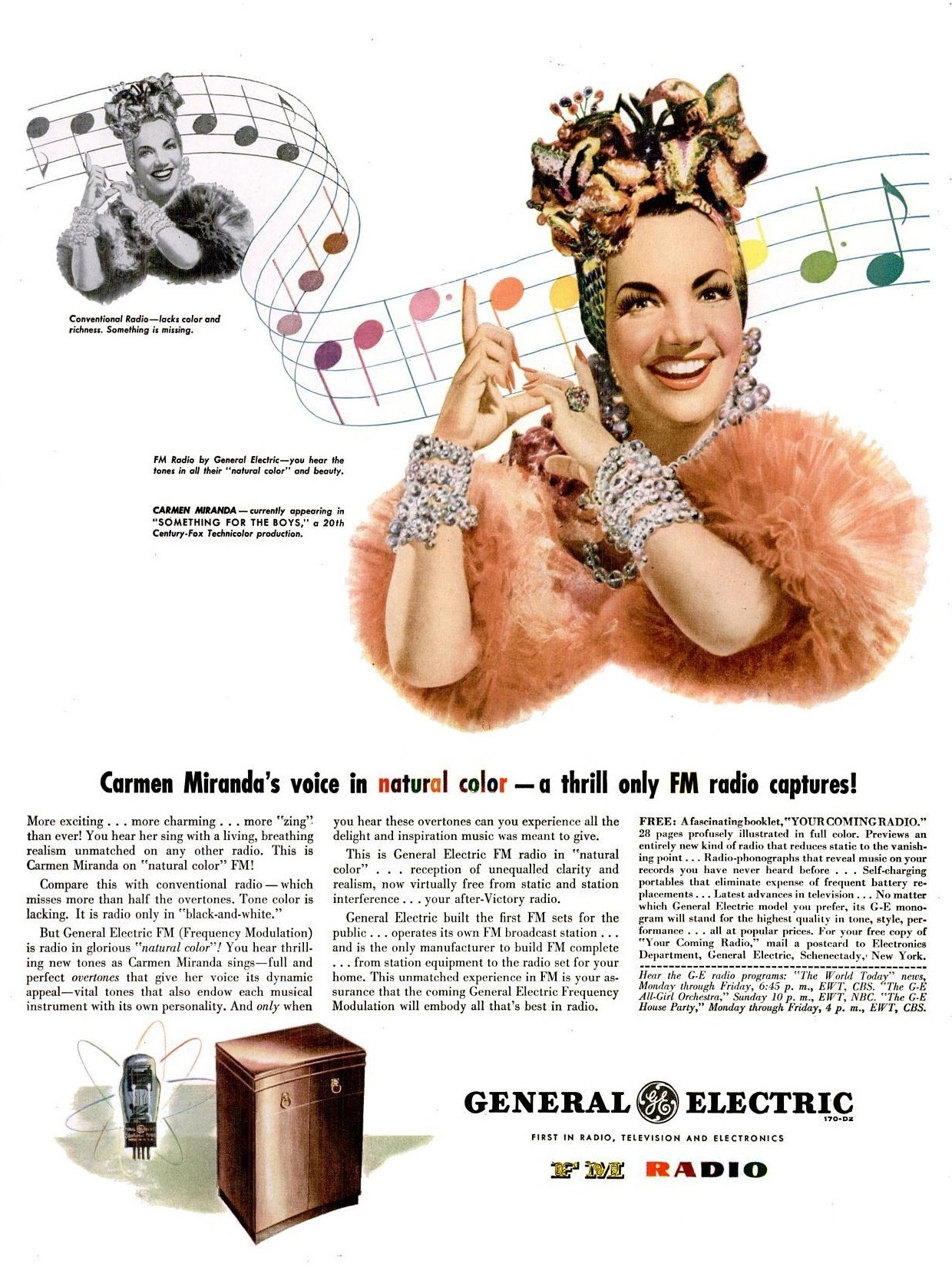
Carmen Miranda in una pubblicità del 1945 per la General Electric FM radio sul The Saturday Evening Post

Negli anni trenta l'azienda ormai operava ai massimi livelli nel campo degli elettrodomestici, delle comunicazioni, dell'impiantistica elettrica, dei motori (elettrici e non) e della plastica (avendola studiata in quanto materiale utile all'isolamento, la società ne aveva scoperto le innumerevoli possibilità), e questo solo per citare i campi più importanti.
La Grande depressione non era certo capace di scalfire un colosso del genere, tant'è che furono fondate la GE Capital (GE Consumer Finance) per permettere l'acquisto di prodotti di marca GE, anche a coloro che erano stati rovinati dal giovedì nero.
Negli anni quaranta sulla spinta bellica data dalla seconda guerra mondiale la General Electric inizia a produrre i primi motori aeronautici a reazione statunitensi; in particolare il primo motore realizzato è il GE I-A, che equipaggiava i prototipi del Bell P-59 Airacomet.
Nel periodo successivo alla seconda guerra mondiale la GE continuava con successo a sviluppare motori aeronautici militari e non (J47, J79, CJ805, J93, F101, CFM, CF6, CFM56, GE90-115B) e ad occuparsi di portare innovazioni in tutti i campi agricoli in cui era già affermata negli anni trenta, con un notevole sforzo di ricerca.
Dalle turbine a gas aeronautiche sono derivati modelli per la produzione industriale di energia elettrica, nonché modelli per la propulsione navale. La LM-2500 è la turbina a gas per uso navale più diffusa al mondo, imbarcata su quasi 600 navi militari, comprese quelle della Marina Militare italiana.
Dagli anni cinquanta la GE continua a mantenere la sua posizione di leader in alcuni tra gli svariati campi di cui si occupa, anzi afferma sempre più su questi il suo predominio, tanto da diventare una delle più grandi e importanti realtà industriali contemporanee.
Nel 1959 la GE viene accusata di aver promosso il più grande cartello illegale degli Stati Uniti dall'adozione dello Sherman Antitrust Act (1890) per mantenere prezzi artificialmente elevati. In totale, 29 aziende e 45 dirigenti saranno condannati. Successive indagini parlamentari hanno rivelato che il "crimine dei colletti bianchi" era di gran lunga la forma di crimine più costosa per le finanze degli Stati Uniti.
La diversificazione dei diversi business e le sinergie realizzabili ha costituito un punto di forza del gruppo, almeno fino alla fine degli anni '80. Nella teoria della Finanza, infatti, General Electric ha costituito uno dei rari casi di generazione di un "holding premium" cioè di un valore economico generato dalla diversificazione dei diversi business (al contrario del più noto effetto dell'"holding discount", che tipicamente penalizza la valutazione di realtà conglomerate).
Fra le altre attività degne di nota, è da rilevare che la GE, dopo aver collaborato con l'industria ferroviaria nordamericana Alco, alla fine degli anni cinquanta è entrata direttamente nel campo della produzione dei locomotori diesel, diventando leader mondiale nel settore alla fine degli anni '90. La GE Transportation è il principale fornitore di materiale di trazione ferroviario al mondo.

### Gli anni del 2000
Nel 2005 la GE si lancia in un'iniziativa chiamata Ecomagination nel tentativo di diventare un'azienda il più possibile eco-compatibile; lanciandosi nel campo delle energie alternative, della trazione ibrida e nella riduzione delle emissioni dei gas serra.
La General Electric, che ha avuto la sua sede principale a Fairfield (Connecticut) prima del trasferimento a Boston, è la più grande società diversificata al mondo, esempio per eccellenza di diversificazione del rischio del portafoglio business, leader nei settori della tecnologia, della finanza, del manifatturiero e dei media. La GE era l'unico titolo, quotato al NYSE, incluso nell'indice Dow Jones dalla creazione dello stesso, avvenuta nel 1896. Ma il 26 giugno 2018 GE ha lasciato dopo più di cent'anni l'indice DJIA, al suo posto la catena Walgrens Boots Alliance.
Nel 2016 il ramo di azienda specializzato nella produzione di elettrodomestici viene ceduto alla cinese Haier, con sede nello Shandong.
Nell'ottobre dello stesso anno GE entra in trattative per un accordo del valore di circa 30 miliardi di dollari per fondere GE Oil & Gas con Baker Hughes e creare una nuova società quotata in Borsa e controllata da GE. Nello stesso tempo GE Oil & Gas avrebbe ceduto la sua attività di trattamento delle acque. La transazione è stata completata il 3 luglio 2017: da quel giorno Baker Hughes diventa una società di GE.
Nel maggio 2017 la GE firma accordi commerciali (valore di 15 miliardi di dollari) con l'Arabia Saudita, uno dei maggiori clienti. Nel giugno 2017, con il gruppo che capitalizza in Borsa circa 116 miliardi di dollari (nel 2001 con 455 miliardi era la prima società al mondo per capitalizzazione), GE annuncia che Jeff Immelt sarebbe andato in pensione e lasciato la carica di CEO, a sostituirlo è nominato John L. Flannery. Viene decisa una rifocalizzazione dei business del gruppo, puntando su aviazione, energia e rinnovabili, scorporando le attività sanitarie e lasciando la presa su trasporti, illuminazione e oil&gas.
Dopo 16 mesi in cui il titolo GE a Wall Street ha perso oltre il 50%, un record, Flannery viene licenziato e al suo posto subentra un "outsider", cioè il primo ad essere scelto al di fuori del gruppo, Lawrence "Larry" Culp, ex numero uno del gruppo manifatturiero Danaher. Deve proseguire nel razionalizzare le attività del gruppo in grande affanno: la divisione GE Power (turbine) ha perso negli Stati Uniti quote di mercato precipitando dal 50% all'11%, mentre l'acquisizione nel 2015 della francese Alstom si è dimostrata disastrosa. Nel giugno 2018 cede la sua attività di Industrial Solutions a ABB, e al contempo viene messa in vendita anche la Baker Hughes, società nei servizi petroliferi.
Nell'agosto 2019, un report accusa la GE di aver occultato, nel corso di anni, perdite per oltre 38 miliardi$ (circa il 40% della capitalizzazione di Borsa). Tali perdite sarebbero da ricondursi al business riassicurativo USA e al corretto consolidamento della partecipazione in Baker Hughes. (la cui partecipazione era diminuita nel corso del tempo dal 62,5% al 50,4%). L'amministratore delegato Larry Culp, ha dichiarato di voler cedere interamente la partecipazione in Baker Hughes nel corso del prossimo biennio. A settembre 2019 la partecipazione in Baker Hughes scende al 38,4% perdendo lo status di GE Company.
Nel Novembre 2021 viene annunciato un maxi riassetto del gruppo: verranno scissi i vari business in tre società autonome (aviazione, energia e sanità), chiudendo dopo 129 anni di storia il modello di business conglomerato. Il piano di scissione,  completato nel 2024, ha visto dunque nascere tre nuove realtà che hanno assunto una nuova denominazione (GE Aerospace, GE Vernova e GE Healthcare).

## In Italia
General Electric, presente in Italia dal 1921, conta circa 6100 dipendenti e opera in quattro differenti aree di business. Tale presenza è fortemente ridimensionata rispetto al recente passato.
Nel corso del tempo sono state, infatti, cedute diverse attività (tra cui il polo Oil&Gas, GE Capital e GE Industrial Solution).
Ad oggi sono presenti:
- GE Powering Italy, è il polo dedicato alla Power Generation e al supporto alle utility italiane nel processo di decarbonizzazione.
- Renewable Energy, è il polo di attività legato all'energia eolica. A Sesto San Giovanni (MI) e a Noventa di Piave (VE), Grid Solution ha dei centri di competenza globale.
- Avio Aero, un settore di GE Aviation che opera nella progettazione, produzione e manutenzione di componenti e sistemi per l'aeronautica civile e militare. È il centro d'eccellenza dell'intero gruppo GE nel campo delle trasmissioni meccaniche e delle turbine di bassa pressione. In Italia il più grande insediamento produttivo si trova a Rivalta di Torino. Altri stabilimenti si trovano a Brindisi, Pomigliano d’Arco (Napoli) e Cameri (Novara). In Italia tale business occupa circa 4500 dipendenti.[26]
- GE Healthcare, con sede a Milano, è attiva nel settore biomedicale; la società è leader nelle tecnologie medicali, nei farmaci diagnostici e nei sistemi digitali per la Sanità. Commercializza, in particolare, macchinari diagnostici: TAC, PET, X-Ray, ecografi e liquidi di contrasto. In italia conta circa 600 dipendenti.[27]
- GE Digital, con sede a Genova, è attiva nel settore del software industriale: l'azienda fornisce software e servizi per l'implementazioni di tecnologia MES, analisi predittiva di processo produttivo, sistemi SCADA, analisi e memorizzazione dati storici di produzione in diversi domini industriali quali aviazione, industria pesante, medicale e chimico, estrazione mineraria, petrolio e gas, energia elettrica e trasporti.

In passato l'articolazione di GE in Italia era, invece, così composta:
- Baker Hughes, a GE company, è il polo dedicato al settore Oil&Gas. In tale società è stato fatto confluire l'intero ramo Oil & Gas di GE creando così un polo full stream (dall'estrazione alla distribuzione). La società si propone di offrire congiuntamente attrezzature all’avanguardia, servizi e soluzioni digitali per l’intera catena del valore del petrolio e del gas. La sede principale è a Houston e a Londra mentre in Italia ricopre un ruolo di spicco il Nuovo Pignone di Firenze. In Italia Baker Hughes ha otto siti produttivi (Firenze, Massa, Bari, Vibo Valentia, Talamona, Casavatore, Peschiera Borromeo e Cepagatti) e un cantiere per l’assemblaggio di grandi moduli industriali ad Avenza (Carrara).
- Avio Aero, un settore di GE Aviation che opera nella progettazione, produzione e manutenzione di componenti e sistemi per l'aeronautica civile e militare. È il centro d'eccellenza dell'intero gruppo GE nel campo delle trasmissioni meccaniche e delle turbine di bassa pressione. In Italia il più grande insediamento produttivo si trova a Rivalta di Torino. Altri stabilimenti si trovano a Brindisi, Pomigliano d’Arco (Napoli) e Cameri (Novara).
- GE Healthcare, con sede a Milano, è attiva nel settore biomedicale; la società è leader nelle tecnologie medicali, nei farmaci diagnostici e nei sistemi digitali per la Sanità. Commercializza, in particolare, macchinari diagnostici: TAC, PET, X-Ray, ecografi e liquidi di contrasto.
- GE Power (in precedenza GE Energy). Leader nella generazione di energia. La sede centrale è a Schenectady, NY.
- GE Capital è un gruppo bancario che offre servizi finanziari alle imprese, in particolare leasing e factoring. In Italia tale business è stato ceduto a Banca Ifis per 160 mln €.[28]
- GE Transportation System di Firenze, che opera nel settore del segnalamento ferroviario.
- GE Industrial Solution. Tale ramo di attività è stato ceduto al gruppo ABB per 2,6 mld $.[29] In precedenza era così composto:
  - GE Power Protection, tra cui GE Power Controls, con sede ad Agrate e a Chiuduno (BG), che opera nel settore dei quadri elettrici in bassa e media tensione.
  - GE Lighting, che opera nel settore dell'illuminazione, si è radicata in Italia dagli anni novanta, acquisendo, attraverso la Thorn, la SIVI di Vicenza ed il marchio Ilesa.
  - GE Appliances, che si occupa di elettrodomestici quali frigoriferi, condizionatori, lavatrici.